# راحیل گراف
راحیل گراف (انگلیسی: Rahel Graf؛ زادهٔ ۱ فوریهٔ ۱۹۸۹) بازیکن فوتبال اهل سوئیس است.
از باشگاه‌هایی که در آن بازی کرده‌است می‌توان به باشگاه فوتبال زنان فرایبورگ اشاره کرد.
وی همچنین در تیم‌های ملی فوتبال زنان سوئیس بازی کرده‌است.